# ハインツ・レレケ
ハインツ・レレケ（Heinz Rölleke, 1936年11月6日 - 2023年6月2日）は、ドイツのゲルマニスト、民俗学者、口承文芸研究家。

## 経歴
デュッセルドルフに生まれ、ケルン大学とチューリッヒ大学でゲルマニスティク、教育学、哲学を学び、1965年にケルン大学表現主義文学の研究で学位を得て、ケルン大学の文学の助手となった。1971年に同大学で『少年の魔法の角笛』の文献学的研究で教授資格を得た。ドイツとアメリカの諸大学での特任教員を経て1974年にヴッパータール大学でドイツ文献学・民俗学の正教授となり、2001年に同大学を定年退官となった。グリム兄弟の昔話の原典批判と出典の研究、特にグリム兄弟が昔話を聞きとったインフォーマントがフランスからドイツへ逃れたユグノー（フランスのプロテスタント教会系信徒）の二三世代の後裔であり、したがって昔話の多くがフランス系の教養に由来することを実証的に解明して反響を呼んだ。日本では特に小澤俊夫によって紹介されている。
2023年6月2日、死去。86歳没。

## 著作（日本語訳）
- グリム兄弟のメルヒェン 小澤俊夫 訳 岩波書店、1990年